# قرار مجلس الأمن التابع للأمم المتحدة رقم 1730
قرار مجلس الأمن التابع للأمم المتحدة رقم 1730، الذي اتخذ بالإجماع في 19 ديسمبر 2006، بعد التأكيد على دور العقوبات، طلب المجلس من الأمين العام لإنشاء نقطة اتصال داخل الأمانة لضمان إجراءات «عادلة وواضحة» لإدراج أسماء الأفراد والكيانات على قوائم العقوبات وإزالتها.

## القرار

### أعمال
اعتمد مجلس الأمن إجراء الشطب من القائمة المنصوص عليه في مرفق القرار. طلب من لجان الجزاءات المنشأة بموجب القرارات 751 (1992) و918 (1994) و1132 (1997) و1267 (1999) و1518 (2003) و 1533 (2004) و1572 (2004) و1591 (2005) و1636 (2005) و1718 (2006) مراجعة إرشاداتهم وفقًا لذلك.

## إجراء الشطب من القائمة
وطُلب من الأمين العام إنشاء مركز تنسيق داخل الأمانة العامة لتلقي طلبات الشطب من القائمة. كانت النقطة المحورية هي تلقي التماسات الشطب من القائمة والتي سيتم إرسالها بعد ذلك إلى حكومات مكان إقامة الفرد. تتم الموافقة على الشطب من القائمة أو رفضه أو عدم اتخاذ أي إجراء من قبل الحكومات ذات الصلة، وسيتم إبلاغ اللجنة في جميع الحالات، وإذا لزم الأمر، الموافقة على الطلب أو رفضه. وبعد ذلك يتم إبلاغ مقدم الالتماس بالقرار.

## روابط خارجية
- نص القرار في undocs.org
- Focal point established by Resolution 1730 على موقع واي باك مشين (نسخة محفوظة September 5, 2015)